# اسم الله الصريح (اليهودية)
الاسم الصريح (بالعبرية: שם המפורש، شيم هاميفوراش، الاسم الواضح)، هو المصطلح أطلقه حكماء التلمود واصفا اسم مخفي للالله في القبالة (بما في ذلك المتغيرات المسيحية والهرمسية)، وفي بعض الخطابات اليهودية الأكثر شيوعا. وتتكون من 4 أو 12 أو 22 أو 42 أو 72 حرفًا (أو ثلاثيات من الأحرف)، الإصدار الأخير هو الأكثر شيوعًا. 

## إصدارات 12 و 22 و 42 حرفًا
كان موسى بن ميمون يعتقد أن الاسم الصريح يستخدم أربعة أحرف فقط من الإسم الرباعي لألله (يهوه).
ظهر شكل من 12 حرفًا في التلمود، على الرغم من أنه لم يكن معروفًا في القبالة في وقت لاحق وكان غائبًا تمامًا عن السحر اليهودي.
تم كتابة اسم بديلا من 22 حرفا البديل في سيفرالملاك  رازئيل،   دون تفسير، وهو أناكتام باستام باسباسيم ديونسيم (بالعربية: אנקתם פסתמ פספסים דיונסים). أصوله غير معروفة، مع عدم وجود صلة بالعبرية أو الآرامية، وليس هناك اتفاق على أي أصل يوناني أو زرادشتاني معين. هناك سوابق جانؤيمية للاسم، مشيرا إلى أن الاسم أقدم من سفر رازئيل. 
وصف هاي غاون اسما بديلا من 42 ينطق بالعبرية: "אבגיתץ קרעשטן נגדיכש בטרצתג חקבטנע יגלפזק שקוצית ". «على الرغم من أن الحروف الساكنة لهذا الاسم معروفة جيدا، إلا أن نطقها الصحيح لا يتم تقديمه من خلال التقاليد. البعض نطق الجزء الأول آبيغاتز ، وآخرون أبيغاتاز ، والجزء الأخير هو في بعض الأحيان قراءة شاكفاتيز ، وأحيانا شيكوزيد ، ولكن لا يوجد دليل قاطع». هذا التباين في النطق كان مفهوما من قبل جوشوا تراختنبرغ للإشارة إلى أن هذا الإصدار قديم جدا، حيث يمكن فقدان حروف العلة في اللغة العبرية بسهولة بمرور الوقت. إنها، من بعض الوسائل، مشتقة من أول 42 حرفًا من الكتاب المقدس العبري.  مثل الاسم المكون من 22 حرفًا، يوجد في سفر الملاك رازئئيل . 

## اسم 72 حرف
يعتبر الاسم من «72 حرفا» أمرًا مهمًا للغاية بالنسبة إلى سفر رازئيل،  ومكوِّن رئيسي (ولكن غالبًا ما يكون مفقودًا) للممارسات السحرية في مفتاح سليمان الأصغر. وهو مشتق من الخروج 14:19-21،  يقرأ بوجيًا   لإنتاج 72 اسمًا من ثلاثة أحرف. تم شرح هذه الطريقة من قبل راشي، (ب. سكة 45 أ). تقول الأساطير القبلية والتنجيمية أن موسى استعمل اسما من 72 حرفا لعبور البحر الأحمر، وأنه يمكن أن يمنح لاحقا رجال الدين القوة لإخراج الشياطين، وشفاء المرضى، ومنع الكوارث الطبيعية، وحتى قتل الأعداء. 

## روابط خارجية
- ويليام ميغان في كنيسة سيستين: دراسة في رسم الخرائط السماوية في روز كروا جورنال تناقش علاقة محتملة بين لوحة جدارية مايكل أنجلو في كنيسة سيستين الاسم الصريح.
- يتحدث جيم كورنويل بعنوان «أسماء الله» عن «ألفا» و «أوميغا»، «مقدمة» حول المادة من منظور مسيحي باطني.
- آرون ليتش ' shem ha Mephoresh: يناقش الاسم الإلهي للامتداد الدور الذي لعبه الاسم الصريح في الترتيب الهرمي للفجر الذهبي.